# Syndicat national de l'édition phonographique
Pour les articles homonymes, voir SNEP.
 (juin 2019).
Si vous disposez d'ouvrages ou d'articles de référence ou si vous connaissez des sites web de qualité traitant du thème abordé ici, merci de compléter l'article en donnant les références utiles à sa vérifiabilité et en les liant à la section « Notes et références ».
Le Syndicat national de l'édition phonographique (SNEP) est une association interprofessionnelle qui défend les intérêts de l'industrie française du disque phonographique depuis 1922. Son siège se situe 14 boulevard du Général Leclerc à  Neuilly-sur-Seine.

## Historique
Fondée le 5 mai 1922 par Albert Bernard (statuts déposés à la préfecture de la Seine le 20 mai) et située à l'origine au 1 rue de Courcelles à Paris 8e, la Chambre syndicale de l’industrie et du commerce français des machines parlantes devient :
- Chambre syndicale de l'édition, de la production, de l'industrie et du commerce phonographiques (1942)[2].
- Syndicat général de la machine parlante (11 avril 1945)
- Syndicat national de l’industrie et du commerce phonographiques - SNICOP - (10 mars 1958)
- Syndicat national des industries et des commerces de publications sonores et audiovisuelles - SNICOP -  (12 mars 1970)
- Syndicat national de l’édition phonographique et audiovisuelle - SNEPA - (21 mars 1974)
- Syndicat national de l’édition phonographique - SNEP - (12 janvier 1982)

## Fonctionnement et conseil syndical (2021)[3]
Le SNEP est affilié au MEDEF et membre de la Fédération internationale de l'industrie du disque phonographique (IFPI). 
Le fonctionnement du SNEP est assuré par Alexandre Lasch, directeur général, entouré d'une équipe de 7 permanents.
Le SNEP comprend cinq commissions de travail principales :
- Affaires juridiques.
- Affaires économiques.
- Communication.
- Médias.
- Répertoire classique & jazz.

En juin 2024, le conseil syndical du SNEP est composé de 6 membres, élus pour deux ans lors de l'assemblée générale :
- Président : 
  - Bertrand Burgalat (Tricatel)
- Vice-président :
  - Olivier Nusse (Universal Music France)
- Membres :
  - Marie-Anne Robert (Sony Music France)
  - Yacine Bouzidi (Antipodes Music)
  - Alain Veille (Warner Music France)
  - Isabel Dacheux (Scherzo Production)

## Objectifs
Les activités du SNEP recouvrent toutes les questions d'ordre juridique, fiscal, social ou économique. Ses objectifs sont :
- La négociation des protocoles d'accord, la défense et la reconnaissance des droits de producteurs de phonogrammes et de vidéomusiques ;
- L'information de la profession à travers des études économiques et statistiques ;
- La promotion de l'image de marque de l'industrie phonographique.

## Membres
En 2021, le SNEP regroupe 73 membres dont les trois majors mondiales Universal Music Group, Sony Music Entertainment, Warner Music Group. 
Ces membres, qui réalisent environ 80 % du chiffre d'affaires du marché du disque en France sont les :
- Fabricants (presseurs, duplicateurs, studios d'enregistrement) ;
- Producteurs et éditeurs de phonogrammes ;
- Distributeurs exclusifs de phonogrammes, producteurs distributeurs et éditeurs exclusifs de vidéomusiques.

## Classements et certification (2014)

### Classements
En 1970, le Centre d'Information et de Documentation du Disque (CIDD), rattaché au SNICOP puis au SNEPA, fait paraître le premier Hit-Parade National du Disque (HPND) en collaboration avec les membres du syndicat et les disquaires. Plusieurs classements des meilleures ventes sont alors proposés pour les 45T. et les 33T.: "variétés 45 T. langue française", variétés 45 T. langue étrangère", "variétés 30 cm", "variétés 45 cm", "classique", "musique symphonique 30 cm", "jazz"...  A dater du 1er janvier 1976, le Hit-Parade a été confié au Groupement d’intérêt économique de l’édition phonographique et audiovisuelle (Gieepa).
Depuis 1984, le SNEP recense les ventes d’albums et de singles et établit des classements à partir de ces données. Jusqu'en 2012, les singles étaient classé au sein du Top 50 qui comptabilisait uniquement les ventes physiques. À cause de la chute des ventes de CD, ce classement a été remplacé par le Top Singles actuel, de 200 places, qui combine ventes physiques et digitales. Le Top Albums aura un changement similaire. À partir de 2016, le SNEP intègre le streaming à ses classements. En 2018, le SNEP limite la prise en compte des écoutes en streaming à la consommation des abonnements payants.
De 1994 à 2020, les classements sont réalisés pour le compte du SNEP par l'institut allemand GfK Entertainment. Depuis 2021, c'est la société britannique Official Charts Company qui est le fournisseur des classements musicaux français.
Les classements portent sur les périodes de vente (du vendredi au jeudi inclus) de la semaine précédant la publication. Le SNEP publie chaque semaine les classements suivants :
- Top Albums
- Top Albums Classique
- Top Albums Jazz
- Top Albums Physiques
- Top Singles

### Certification
Le SNEP assure la certification or, platine ou diamant des ventes physiques de disques singles, des albums et des clips musicaux en France. Le seuil actuel de certification attribué à un disque (single, album) ou à une vidéo est détaillé ci-dessous :
Singles
- Or : 15 000 000 streams
- Platine : 25 000 000 streams
- Diamant : 50 000 000 streams

Albums
- Or : 50 000 exemplaires
- Platine : 100 000 exemplaires
- 2 × Platine : 200 000 exemplaires
- 3 × Platine : 300 000 exemplaires
- Diamant : 500 000 exemplaires
- 2 × Diamant : 1 000 000 exemplaires
- 3 × Diamant : 1 500 000 exemplaires
- 4 × Diamant : 2 000 000 exemplaires

Vidéos
- Or : 5 000 exemplaires
- Platine : 10 000 exemplaires
- 2 × Platine : 20 000 exemplaires
- 3 × Platine : 30 000 exemplaires
- Diamant : 40 000 exemplaires

#### Historique des seuils de certification

##### Singles
| Argent  | 250 000    | 200 000    | 125 000 | 100 000 | Supprimé | Supprimé | Supprimé | Supprimé |
| Or      | 500 000    | 400 000    | 250 000 | 200 000 | 150 000  | 75 000   |          |          |
| Platine | 1 000 000  | 800 000    | 500 000 | 300 000 | 250 000  | 150 000  |          |          |
| Diamant | Inexistant | Inexistant | 750 000 | 500 000 | 400 000  | 250 000  |          |          |

|         | De janvier 2016 au 26 avril 2018 | Depuis le 27 avril 2018       |
| ------- | -------------------------------- | ----------------------------- |
| Or      | 10 000 000 équivalent streams    | 15 000 000 équivalent streams |
| Platine | 20 000 000 équivalent streams    | 30 000 000 équivalent streams |
| Diamant | 35 000 000 équivalent streams    | 50 000 000 équivalent streams |

 Note : Le SNEP convertit les téléchargements en chiffres de streaming en utilisant une formule de 1 téléchargement pour 150 streams.

##### Albums
|             | Avant novembre 1988 | Avant juillet 2006 | Avant juillet 2009 | Depuis le 1er juil. 2009 |
| ----------- | ------------------- | ------------------ | ------------------ | ------------------------ |
| Argent      | 50 000              | 35 000             | Supprimé           | Supprimé                 |
| Or          | 100 000             | 100 000            | 75 000             | 50 000                   |
| 2 × Or      | Inexistant          | 200 000            | Supprimé           | Supprimé                 |
| Platine     | 400 000             | 300 000            | 200 000            | 100 000                  |
| 2 × Platine | Inexistant          | 600 000            | 400 000            | 200 000                  |
| 3 × Platine | Inexistant          | 900 000            | 600 000            | 300 000                  |
| Diamant     | Inexistant          | 1 000 000          | 750 000            | 500 000                  |

##### Vidéos
|             | Avant juillet 2009 | Avant janvier 2018 | Depuis janvier 2018 |
| ----------- | ------------------ | ------------------ | ------------------- |
| Or          | 10 000             | 7 500              | 5 000               |
| Platine     | 20 000             | 15 000             | 10 000              |
| 2 × Platine | 40 000             | 30 000             | 20 000              |
| 3 × Platine | 60 000             | 45 000             | 30 000              |
| Diamant     | 100 000            | 60 000             | 40 000              |